# Gabriele Tarquini
Gabriele Tarquini (născut la data de 2 martie 1962 la Giulianova în Italia) este un pilot de curse. După ce a petrecut aproape 7 ani în Formula 1, Gabriele a câștigat în sezonul 1995 British Touring Car Championship, iar în sezonul 2009 World Touring Car Championship.

## Cariera în Formula 1
| Sezon | Echipă                                           | Număr puncte | Loc clasament general |
| ----- | ------------------------------------------------ | ------------ | --------------------- |
| 1987  | Osella Squadra Corse                             | 0            | -                     |
| 1988  | Coloni SpA                                       | 0            | -                     |
| 1989  | First Racing / Automobiles Gonfaronaise Sportive | 1            | 27                    |
| 1990  | Automobiles Gonfaronaise Sportive                | 0            | -                     |
| 1991  | Automobiles Gonfaronaise Sportive / Fondmetal    | 0            | -                     |
| 1992  | Fondmetal                                        | 0            | -                     |
| 1995  | Nokia Tyrrell Yamaha                             | 0            | -                     |

## Cariera în Motor Sport
| Sezon | Competiție                       | Puncte | Loc |
| ----- | -------------------------------- | ------ | --- |
| 1985  | International Formula 3000       | 14     | 6   |
| 1986  | International Formula 3000       | 7      | 10  |
| 1987  | International Formula 3000       | 12     | 8   |
| 1994  | British Touring Car Championship | 298    | 1   |
| 1995  | British Touring Car Championship | 33     | 16  |
| 1997  | British Touring Car Championship | 130    | 6   |
| 1999  | British Touring Car Championship | 17     | 14  |
| 2000  | British Touring Car Championship | 149    | 6   |
| 2005  | World Touring Car Championship   | 55     | 7   |
| 2006  | World Touring Car Championship   | 57     | 5   |
| 2007  | World Touring Car Championship   | 62     | 8   |
| 2008  | World Touring Car Championship   | 88     | 2   |
| 2009  | World Touring Car Championship   | 127    | 1   |
| 2010  | World Touring Car Championship   | 276    | 2   |
| 2011  | World Touring Car Championship   | 204    | 5   |
| 2012  | World Touring Car Championship   | 252    | 4   |